# Summer Sixteen
Summer Sixteen is een nummer van de Canadese rapper Drake uit 2016.
Het nummer wordt geïnterpreteerd als een disstrack tegen rapper Meek Mill. Op het nummer zijn ook vocalen van DJ Khaled te horen. "Summer Sixteen" werd vooral een hit in Noord-Amerika. In Drake's thuisland Canada behaalde het de 12e positie. In het Nederlandse taalgebied van het nummer minder succesvol. In de Nederlandse Single Top 100 haalde het slechts de 84e positie, en voor de Vlaamse Ultratop 50 werd het een tip.